# Pietro Ripari
Pietro Antonio Ripari (Solarolo Rainerio, 18 luglio 1802 – Roma, 15 marzo 1885) è stato un patriota, medico e pubblicista italiano, deputato nella X Legislatura del Regno d'Italia.

## Giovinezza e prime esperienze politiche
Pietro Ripari nacque da Lodovico Giuseppe Lantelmino e da Giovanna Ronchi. Secondogenito di cinque figli, crebbe in una famiglia benestante di piccoli proprietari terrieri. La zona di provenienza e la condizione economica privilegiata lo potrebbero ricollegare alla nobile famiglia Ripari di Cremona.
Iscritto alla facoltà di Medicina dell'Università degli Studi di Pavia, ebbe come maestro il celebre anatomista e oculista Bartolomeo Panizza; si trasferì successivamente all'ateneo di Padova, dove studiò Clinica chirurgica con il professor Ruggeri di Crema, che egli ricorda affettuosamente come «gigante di mente, di corpo e di cuore». Si laureò nel 1827 con una tesi sull'impiego del cloruro mercurico nella terapia della sifilide (De utilitate chloruri hydrargirii in syphilide).
Durante gli anni degli studi universitari, Ripari venne a contatto con gli ambienti carbonari e mazziniani e aderì sin dalla fondazione alla Giovine Italia. Dopo la laurea esercitò per oltre vent'anni la professione di medico condotto, dedicandosi anche agli studi scientifici: è del 1842 la pubblicazione del lavoro Nuova teoria Medica: discorso sull'infiammazione.
Nel 1847 abbandonò l'attività medica per dedicarsi interamente alla causa risorgimentale, probabilmente sulla scia degli entusiasmi provocati nei liberali dall'elezione al soglio pontificio di papa Pio IX: nel marzo del 1848 fu a Milano, dove conobbe Giuseppe Garibaldi appena rientrato dall'America del Sud, e poco dopo fu inviato a Venezia presso Daniele Manin, in qualità di delegato del Governo provvisorio rivoluzionario costituitosi dopo le Cinque giornate. Nell'aprile dello stesso anno partecipò alla spedizione dei volontari cremonesi del maggiore Agostino Tibaldi, che operò nel Trentino contro gli austriaci. Dal maggio all'agosto del 1848 collaborò come redattore al quotidiano mazziniano L'Italia del Popolo con articoli di natura finanziaria e militare.
Dopo l'armistizio di Salasco (9 agosto 1848) e il rientro delle truppe austriache a Milano, Ripari si rifugiò insieme a Giuseppe Mazzini a Lugano: nella città elvetica, nel settembre 1848, pubblicò un pamphlet, dal titolo Tradimenti e Colpe, nel quale analizzava le cause politiche e gli errori militari che, secondo lui, avevano condotto al fallimento della guerra contro l'Austria, attribuendo pesanti responsabilità a Carlo Alberto di Savoia e ai membri del Governo provvisorio di Milano, colpevoli di aver fatto eccessivo affidamento sull'aiuto di Torino: l'opuscolo, introdotto clandestinamente in Piemonte e Lombardia, conobbe un discreto successo e rese noto il nome di Ripari alle varie polizie. In seguito al fallito tentativo insurrezionale della Val d'Intelvi (31 ottobre - 1º novembre 1848), le autorità elvetiche concessero a Ripari otto giorni per lasciare la Svizzera, e il medico rientrò clandestinamente in Italia, rifugiandosi a Venezia, che ancora resisteva agli austriaci.

## La Repubblica Romana e l'esilio

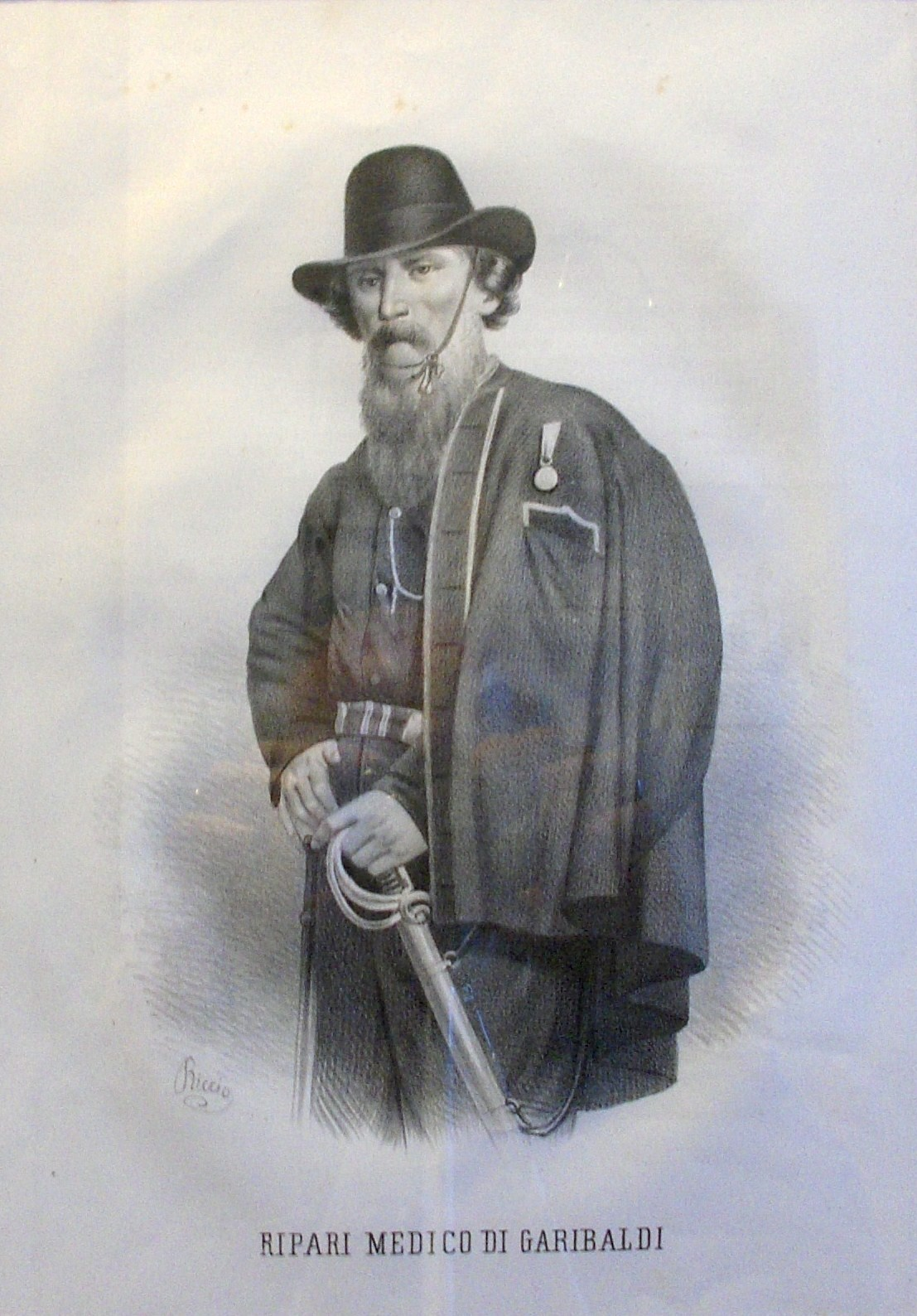
Ripari medico di Garibaldi, litografia, inc. Riccio, Napoli 1860

Dopo la fuga di Pio IX a Gaeta e la conseguente costituzione della Repubblica Romana, il 10 gennaio del 1849 Ripari, da Venezia, raggiunse Garibaldi a Macerata, dirigendosi poi con lui a Rieti e successivamente a Roma, dove giunse il 27 aprile.
A Roma Ripari fu incaricato da Garibaldi dell'organizzazione delle ambulanze, compito che egli svolse con alacrità e diligenza, non concedendosi che poche ore di riposo: una rapida carriera lo portò da chirurgo aiutante (27 febbraio) a chirurgo maggiore nella 2ª Brigata della Divisione Garibaldi (14 maggio), fino a divenire Direttore generale delle ambulanze della 1ª Divisione (7 giugno), su nomina diretta di Garibaldi.
Ma «l'odore della polvere (l') attraeva», come egli ripeteva spesso, e, durante l'assedio francese protrattosi per tutto il giugno, non era difficile vederlo abbandonare i ferri del chirurgo e imbracciare il fucile (Castellini lo ricordò come «ottimo medico e tiratore abilissimo»). Partecipò alla difesa di Villa Corsini (nota anche come Casino dei Quattro Venti) e fu a fianco di Garibaldi alla battaglia di Velletri, salvandolo con il suo intervento da una carica della cavalleria borbonica.
Nelle tre ambulanze assegnate alla 1ª Divisione (situate a San Pietro in Montorio, a Santa Maria della Scala e nel Monastero dei Sette Dolori) e da lui dirette, Ripari si prodigò, insieme ad Agostino Bertani e ad altri pochi medici, nella cura dei feriti della difesa di Roma, assistendo negli ultimi istanti di vita Goffredo Mameli e Luciano Manara.
Alla capitolazione della Repubblica Romana e dopo l'ingresso in città delle truppe francesi al comando del generale Oudinot, Ripari non seguì la ritirata della colonna garibaldina, ma ritenne suo dovere di medico rimanere in Roma per continuare ad assistere i feriti della 1ª Divisione, previa autorizzazione concessa dal generale Levaillant del Comando francese.
Ma la sera dell'8 agosto (1849) alcuni gendarmi papalini fecero irruzione alla “Locanda d'Inghilterra”, dove il medico era alloggiato, e lo trassero in arresto, sequestrando una valigetta di cuoio contenente numerosi documenti compromettenti. Rinchiuso alle Carceri Nuove e successivamente al carcere di San Michele, sulla base della documentazione sequestrata Ripari fu processato dal restaurato governo pontificio e condannato il 2 maggio 1851 a venti anni di carcere duro per «corrispondenze illecite relative agli affari interni dello Stato Romano». Il medico scontò la pena in parte nel bagno penale di Ancona e in parte nell'ergastolo di Paliano.
Per intercessione di influenti amici (tra i quali Enrico Cernuschi), che interessarono del caso l'imperatore Napoleone III, Ripari fu graziato il 14 ottobre 1856. Dopo la scarcerazione si rifugiò dapprima a Parigi e successivamente a Londra: dal suo esilio londinese pubblicò sul giornale mazziniano genovese L'Italia del Popolo le Lettere al Cardinale Antonelli (successivamente raccolte in volume nel 1860), vibrata protesta e aperto atto d'accusa all'influente Segretario di Stato di Pio IX che fu il principale responsabile della condanna del medico solarolese e che rese inapplicabile per lui l'amnistia che il Pontefice aveva concesso ai detenuti politici dopo il suo ritorno a Roma.

## La spedizione di Sicilia

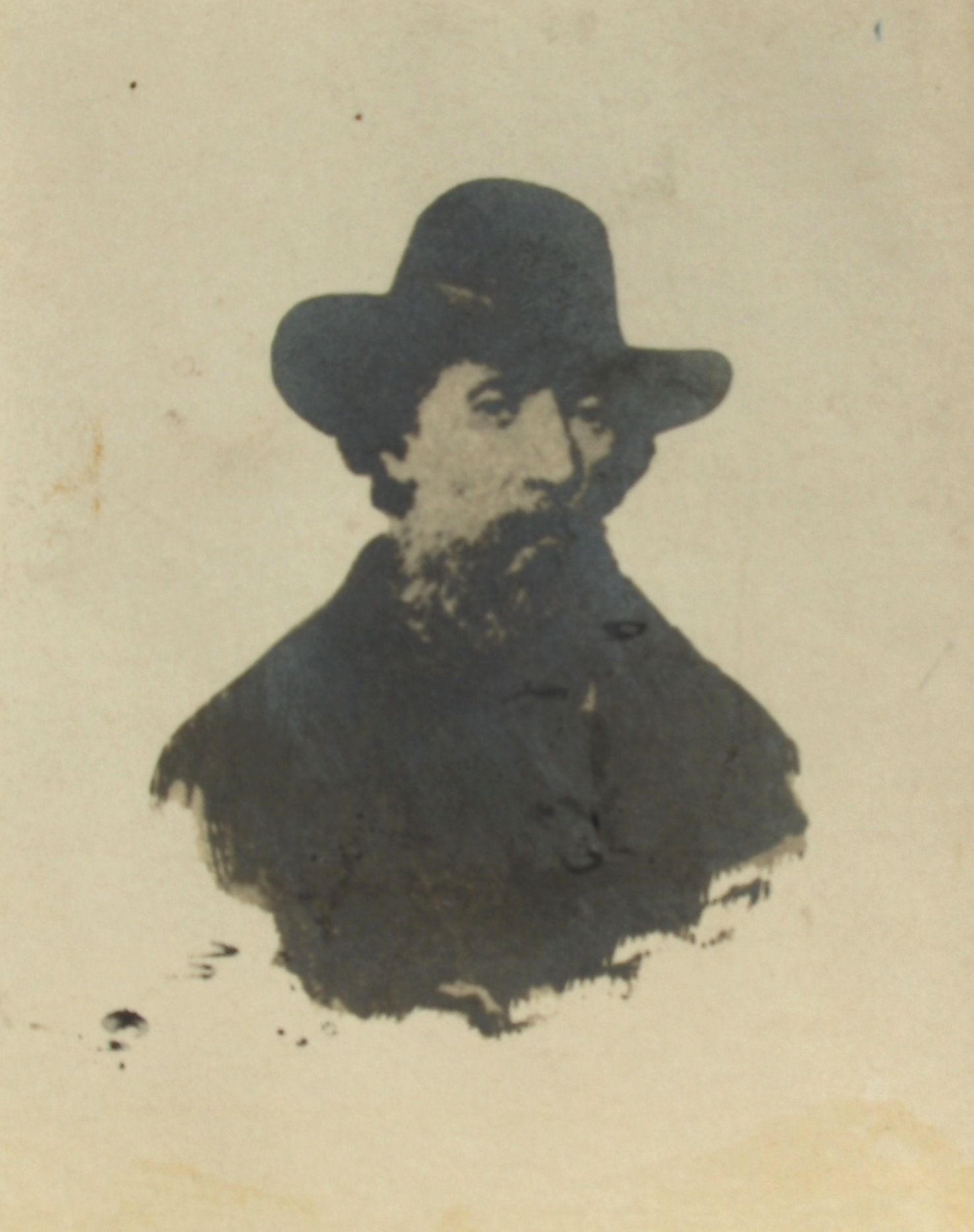
Pietro Ripari, dagherrotipo, circa 1860

Rientrato in Italia nel 1859, nel corso della seconda guerra di indipendenza Ripari fece parte del Servizio Sanitario dei Cacciatori delle Alpi, a capo del quale venne nominato Agostino Bertani. Ripari fu inquadrato nel 2º Reggimento Giacomo Medici con il grado di tenente medico e assegnato al Deposito di Como.
Tra il 1º e il 4 maggio dell'anno successivo avvenne a Quarto il concentramento dei volontari per la Spedizione dei Mille; ancora una volta, Garibaldi volle a dirigere il Servizio Sanitario dell'Esercito Meridionale Pietro Ripari, quasi sessantenne («vecchio e canuto», addirittura «decrepito», lo descrissero quei commilitoni che della spedizione lasciarono ricordi scritti). Imbarcato a bordo del Lombardo, già durante la traversata Ripari lavorò intensamente a un Prospetto d'organizzazione per il servizio sanitario dei Cacciatori delle Alpi in Sicilia, che presentò a Giuseppe Sirtori il 14 maggio.
Ma non vi fu il tempo di mettere in pratica l'organizzazione predisposta: già il giorno dopo (15 maggio 1860), nel primo scontro con l'esercito borbonico a Calatafimi, il corpo medico vide messa a dura prova la sua abilità. I volontari garibaldini, tra morti e feriti, ebbero fuori combattimento numerosi effettivi: Ripari ricoverò i feriti della battaglia a Pianto Romano nell'ospedale organizzato nel vecchio convento di San Francesco, a Vita, ma, obbligato da Garibaldi a seguirlo assieme agli altri sanitari, lasciò circa ottanta volontari alle cure dei frati, di due studenti in medicina e di «un vecchio medico siciliano – racconta il colonnello Giuseppe Bandi - che in materia di chirurgia non avrebbe tolto neanche la pelle ad una lepre morta».
L'ambulanza di Ripari (nella quale operò un altro medico cremonese, il dottor Cesare Stradivari) non fu quindi un ospedale di retrovia, ma seguì durante tutta la spedizione le colonne garibaldine, efficiente posto di primo soccorso sulla linea del fuoco. Ai volontari feriti non mancò neppure il conforto di una gentile assistenza femminile: collaboratrice di Ripari nella spedizione di Sicilia fu la giornalista inglese Jessie White, moglie di Alberto Mario, mentre non altrettanto gradita fu la disponibilità di una pittoresca gentildonna piemontese, figlia del generale Salasco ed ex moglie del conte Martini Giovio della Torre di Crema: «Si dice che spanda balsamo, pietosa come una suora di carità – ricorda Giuseppe Cesare Abba nelle sue Noterelle – ma si aggiunge che il vecchio Ripari l'ha fatta cacciare dall'ospedale di Barcellona dove essa voleva fare l'angelo sopra i feriti di Milazzo»”.
Dalla campagna di Sicilia Ripari inviò numerose corrispondenze di guerra al bisettimanale Corriere Cremonese: nella prima relazione, datata da Palermo il 27 maggio, egli scrisse: «In queste poche parole sta racchiusa una tale grandezza di fatti che io stesso ne resto meravigliato»; e più avanti: «Garibaldi, alla Fontana di Pietra, con la sua camicia rossa è bello come un dio». Ma i resoconti, dapprima caldi di entusiasmo pur nella sobrietà dell'espressione, rispecchiarono più tardi lo smarrimento con cui i volontari più avveduti, risalendo verso Napoli, si resero conto del compito pauroso che attendeva coloro che avrebbero dovuto gestire socialmente e politicamente la situazione, una volta conclusasi l'impresa. Il nome di Ripari ricorre di frequente nelle memorie di coloro che lasciarono ricordi scritti della spedizione: sempre il Castellini annota come il medico si trovasse tra i primi a voler passare lo Stretto di Messina, respinto però da Garibaldi, che addusse a pretesto la sua tarda età; lo ritroviamo poi alla battaglia del Volturno, «dilatante le narici qual cavallo di battaglia». Quale medico capo del Servizio Sanitario dell'esercito meridionale, Ripari fu in seguito creato Cavaliere dell'Ordine Militare di Savoia, e poté godere fino alla morte della pensione concessa ai reduci della Spedizione dei Mille.

## Aspromonte

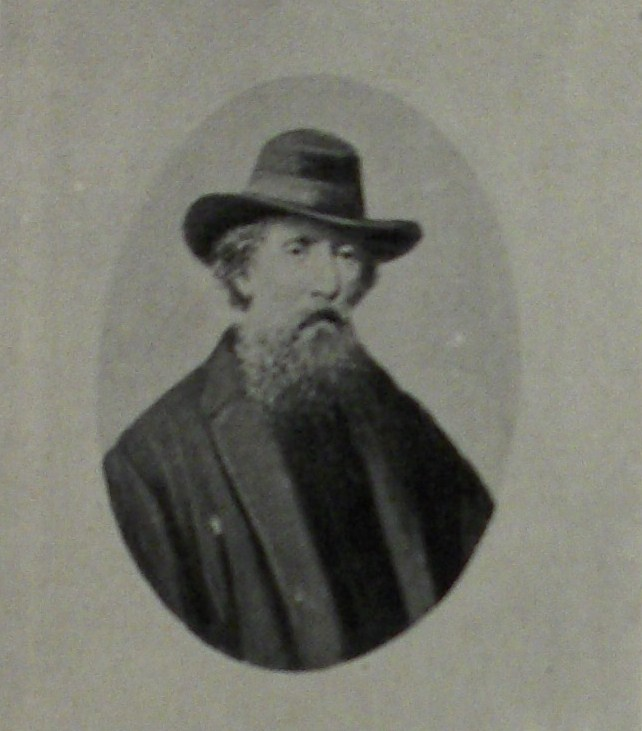
Pietro Ripari, fotografia, circa 1865

Ancora perdurava l'eco dei fatti che nel 1861 avevano portato alla proclamazione del Regno d'Italia, che già i volontari pensavano alle due questioni rimaste insolute: Roma e il Veneto. A fine giugno del 1862 Ripari raggiunse Garibaldi a Caprera insieme ad un gruppetto di altri cremonesi; il medico fu tra i pochi intimi messi al corrente dal Generale del suo progetto («L'aquila vola verso il sud», scriveva Ripari a un amico genovese). Lo seguì poi nel suo rapido carosello di discorsi: a Palermo (6 luglio), a Marsala (19 luglio) e a Catania (24 agosto). È importante ricordare che in questa occasione Ripari, il 3 luglio a Palermo, fu affiliato alla massoneria di rito scozzese (nella Loggia "I Rigeneratori del 12 gennaro 1848 al 1860 Garibaldini", della quale era Maestro Venerabile Emanuele Sartorio) insieme agli altri componenti dello Stato Maggiore garibaldino (Giacinto Bruzzesi, Francesco Nullo, Enrico Guastalla, Giuseppe Guerzoni, Giovanni Chiassi, Giovanni Basso, Giuseppe Nuvolari, Gustavo Frigyesi e altri ufficiali): fu lo stesso Garibaldi, nella veste di Gran Maestro, a firmare la proposta di ammissione regolare «ai misteri dell'Ord:. M:. in alcune delle RR:. LL:. poste sotto l'O:. di Palermo». «A tal fine e con gli alti poteri a me conferiti – aggiungeva – gli dispenso dalle solite formalità». Il 19 luglio 1862, da Marsala che due anni prima l'aveva visto approdare con i Mille, Garibaldi lanciò il fatidico «O Roma o morte» e, attraversata l'isola raccogliendo volontari, passò lo stretto di Messina nella notte del 25 agosto. Il momento era gravissimo, minacciose le complicanze internazionali. Da Torino, dove ancora risiedeva, il governo Rattazzi diede ordine alle truppe regolari di fermare la marcia dei «ribelli». Il 29 agosto, sull'Aspromonte (v. anche giornata dell'Aspromonte), lo scontro: Garibaldi ordinò ai suoi di non fare fuoco, ma si svolse tuttavia un breve conflitto a fuoco durante il quale il generale fu ferito da due proiettili sparati dai bersaglieri del colonnello Emilio Pallavicini. Un proiettile gli produsse una ferita superficiale alla coscia sinistra, mentre una scheggia di un'altra palla, probabilmente di rimbalzo, gli penetrò nell'articolazione della caviglia del piede destro, producendogli una ferita assai più grave della prima. Garibaldi fu immediatamente soccorso dai medici dell'ambulanza: da Ripari (Capo medico) e dai medici siciliani dott. Giuseppe Basile e dott. Enrico Albanese. Albanese tentò sul campo un'incisione d'urgenza per estrarre la palla, decisione alla quale tuttavia si oppose nettamente Ripari, fautore di un rinvio dell'intervento a un momento più favorevole e convinto che il proiettile non fosse stato trattenuto nell'articolazione. Ripari si trovò così al centro di un fatto clamoroso, che commosse e scandalizzò l'Italia e complicò drammaticamente la questione interna per un episodio di guerra civile che avvelenò l'anima nazionale. Fu medico curante e amico dell'illustre ferito sulla fregata Duca di Genova, che trasportò il prigioniero a La Spezia e successivamente al Forte del Varignano (Grazie di Portovenere), dove Garibaldi rimase detenuto fino al 22 ottobre quando, per effetto del decreto di amnistia del 5 ottobre, poté essere trasferito in un albergo a La Spezia, e di qui, l'8 novembre, all'Albergo delle Tre Donzelle a Pisa. Ripari, insieme agli altri due curanti Basile e Albanese, presenziò sempre ai numerosi consulti di medici più o meno illustri, italiani ed europei, che si succedettero al capezzale di Garibaldi e fu presente all'intervento del 23 novembre, quando il professor Ferdinando Zannetti di Firenze estrasse finalmente il frammento di piombo dalla ferita. Nel 1863 il Ripari pubblicò il libro Storia medica della grave ferita toccata in Aspromonte dal Generale Garibaldi. Il suo racconto e la documentazione medica ad esso allegata, unitamente ad analoghi lavori pubblicati dagli altri due curanti, Basile e Albanese, costituiscono una delle principali fonti di informazione su cui sono basati i non pochi studi di critica medica della ferita. Nel suo libro Ripari non si lascia sfuggire l'occasione di polemizzare aspramente con il Governo di Torino, lanciando anzi apertamente l'accusa di aver tentato di assassinare Garibaldi.

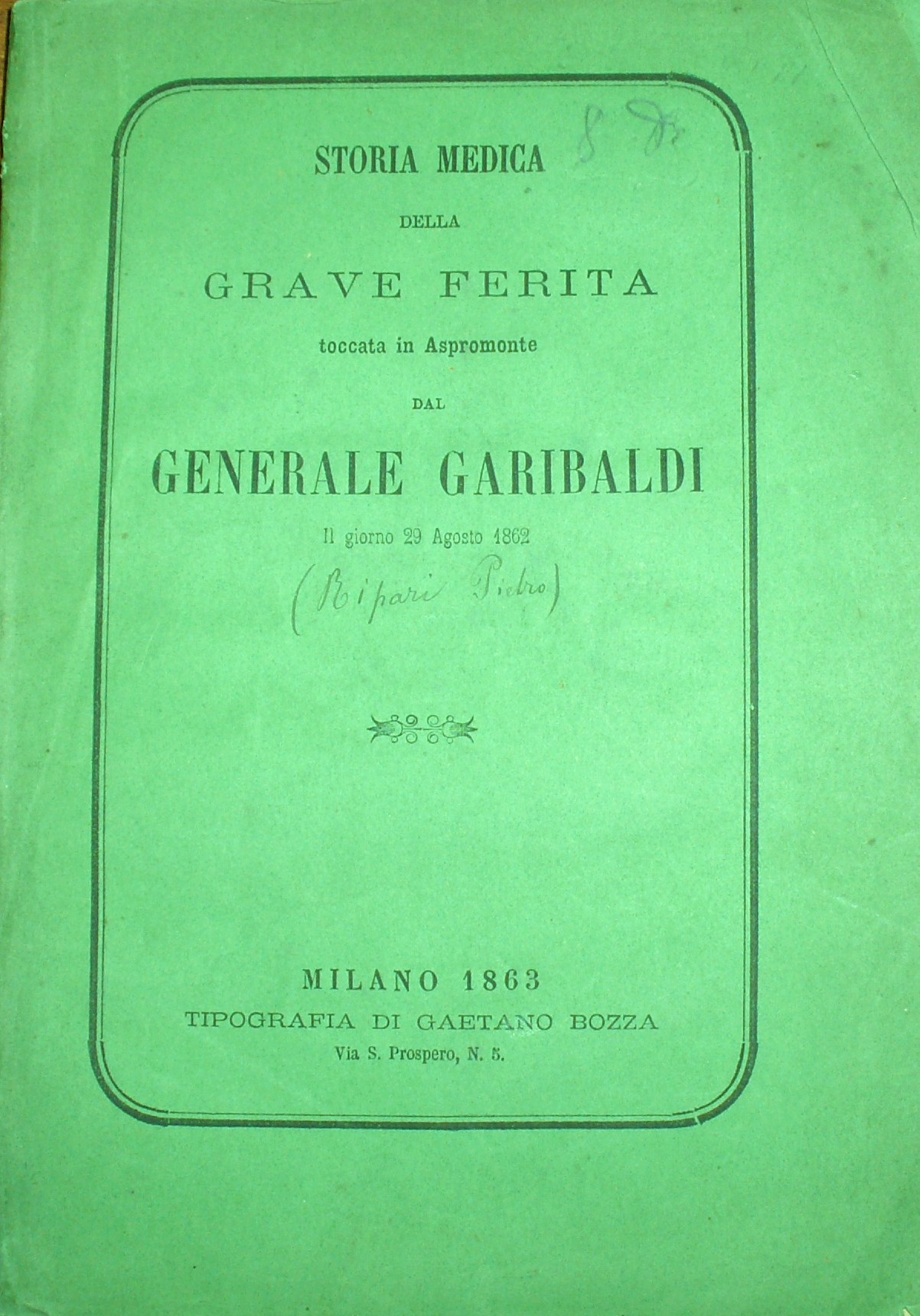
Pietro Ripari, Storia Medica della grave ferita toccata in Aspromonte dal Generale Garibaldi

Scrive il medico nella prefazione: «Questa medica storia della grave ferita toccata al generale Garibaldi in Aspromonte, ferita fatta da palla italiana, lanciata da braccio italiano, comandato e diretto da uomini italiani, governanti la gente italiana, io scrivo ecc.». E più avanti: «Il governo che si diceva italiano, fatto briaco di gioia dal tenere ferito e prigioniero l'uomo che aveva ordinato fosse morto, ordinava il trasporto immediato, affrettato di gravissimo ferito e per un viaggio di altre dodici ore di tempo nella speranza senza dubbio che quello che non aveva fatto l'offesa materiale potessero fare i disagi e lo strapazzo». Convinzione che traspare evidente anche dalle pagine dell'altro medico di Garibaldi, il dottor Albanese, il quale fra l'altro ricorda che il generale al Varignano rimase più giorni senza un letto di ricambio, che gli fu poi allestito da un privato cittadino della Spezia e, sino al 25 settembre, non vennero provvedute né bende, né filacce, ne sanguisughe, «niente insomma di quello che occorre per la medicatura di un ferito».

## Il mandato parlamentare
Scoppiata nel 1866 la terza guerra di indipendenza, Ripari fu ancora una volta a fianco di Garibaldi a Ponte Caffaro e a Bezzecca, raggiungendo in questa campagna il grado di colonnello medico; ottenuto il Veneto con la guerra del '66, nell'ottobre del 1867 Garibaldi ruppe gli indugi per risolvere con un nuovo atto di forza la questione di Roma. I cremonesi furono i primi e i più numerosi ad accorrere nelle colonne garibaldine, e fra essi non poteva mancare Ripari, chiamato dal generale a far parte del suo Stato Maggiore. Il nuovo tentativo di soluzione della "questione romana" si infranse però a Mentana (3 novembre) e la sconfitta segnò la fine delle speranze dei volontari di completare l'unità d'Italia con imprese "alla garibaldina". Il 10 marzo dello stesso anno si erano svolte le votazioni per la X Legislatura e nel collegio elettorale di Pescarolo (al quale facevano capo le sezioni di Pescarolo, di Sospiro e di Robecco) era risultato eletto il cremonese Giovanni Cadolini, dimessosi però il 18 maggio 1869 per ottenuta nomina a segretario generale del Ministero dei Lavori Pubblici; la carica era incompatibile con il mandato parlamentare, che necessitava per essere proseguito di una nuova conferma del corpo elettorale. Le elezioni nel collegio elettorale di Pescarolo vennero quindi ripetute il 13 giugno 1869, e tra i due candidati andati al ballottaggio del 20 giugno (Ripari e Billia) venne eletto Pietro Ripari, con 249 voti contro i 49 di Billia. Al Parlamento di Firenze, Ripari sedette sui banchi dell'estrema sinistra con i repubblicani, distinguendosi sempre per la coerenza e la rettitudine delle quali diede prova nei momenti di concordia nazionale; professò sempre idee democratiche e fu acceso sostenitore di un governo repubblicano. Nel 1870 pubblicò sul Libero Pensiero di Firenze un intervento che avrebbe dovuto tenere alla Camera (ma che non ebbe modo di presentare) con il titolo Una pagina di Storia.

## Gli ultimi anni

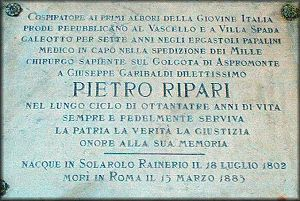
Lapide commemorativa di Pietro Ripari a Cremona

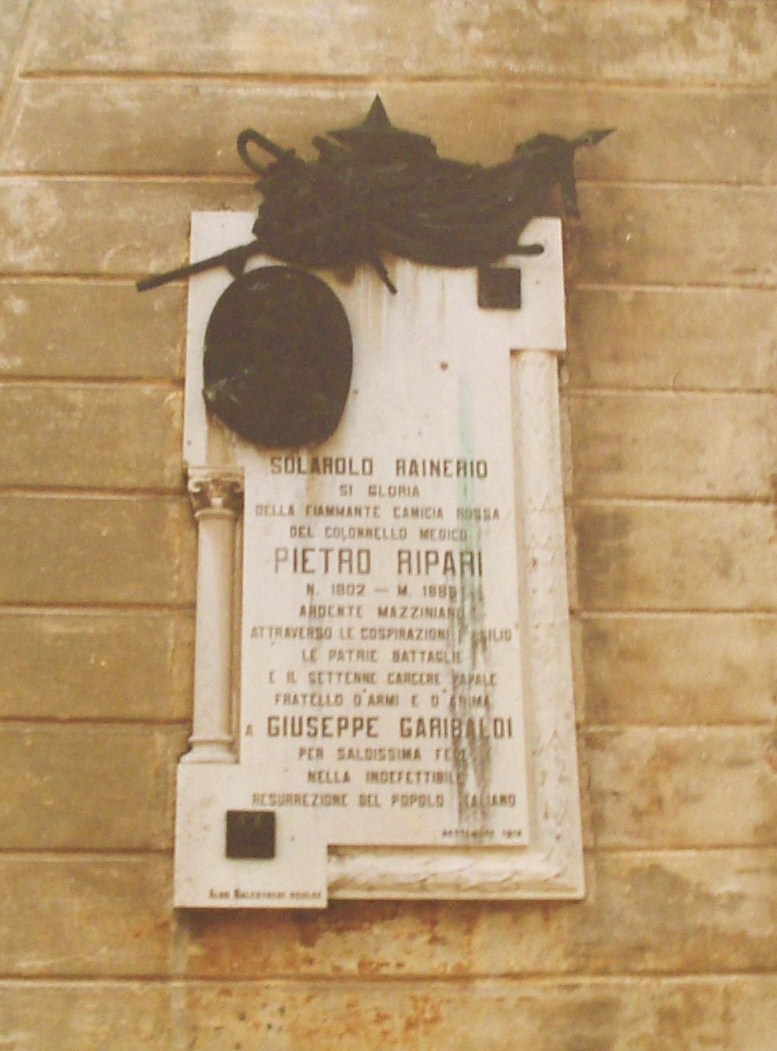
Lapide commemorativa di Pietro Ripari a Solarolo Rainerio

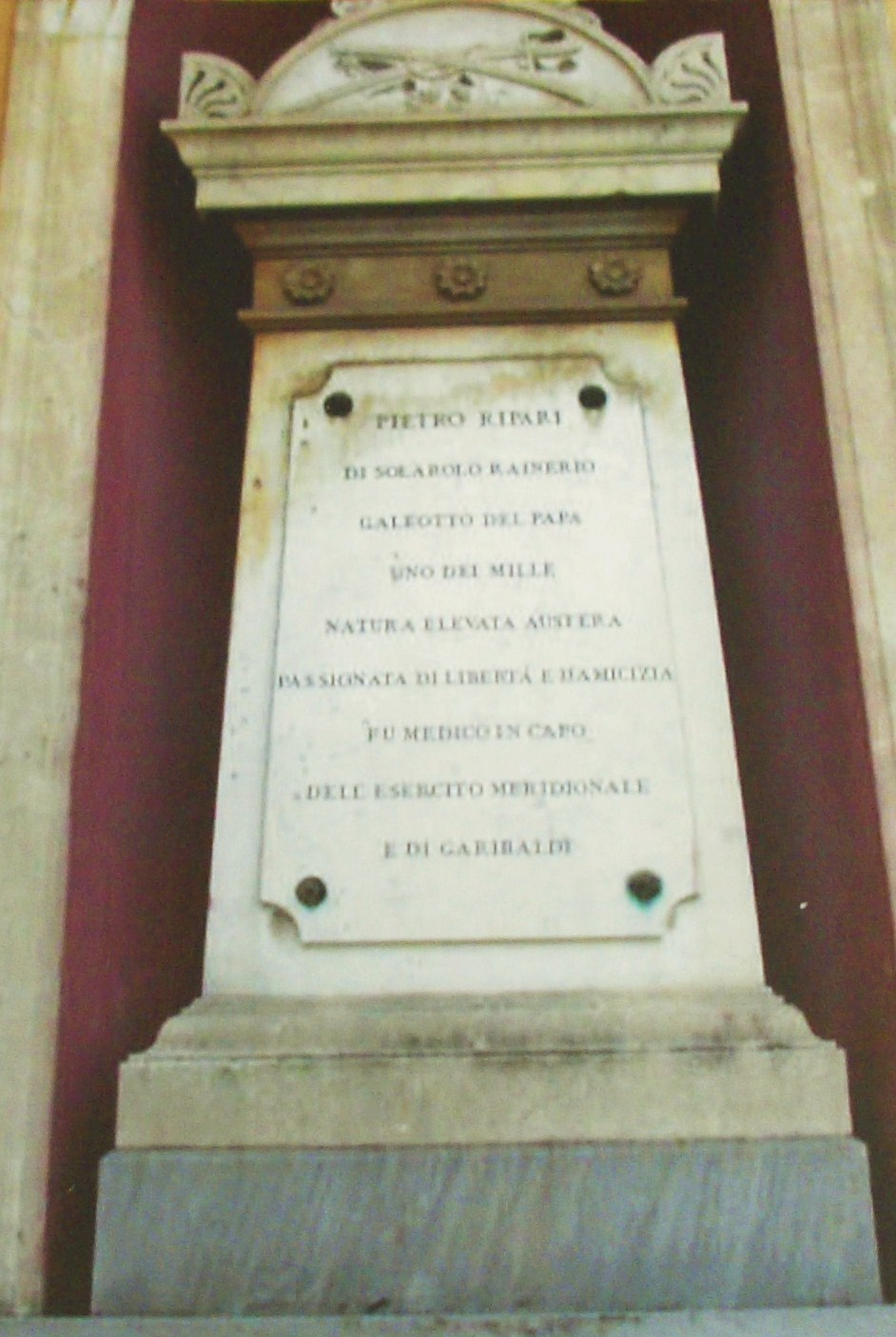
Edicola funebre di Pietro Ripari (Roma, Cimitero Monumentale del Verano)

Terminata la legislatura e decaduto il mandato parlamentare, Ripari si trasferì a Palermo, dove visse per qualche tempo; poi, annoiato dalla vita di provincia, decise di stabilire la propria residenza definitiva a Roma, divenuta ormai capitale d'Italia. Ma, deluso e sfiduciato dal nuovo corso e dai metodi della politica italiana postunitaria, condusse una vita sempre più ritirata, trovando conforto nell'amicizia dei vecchi commilitoni e nell'affetto di una moglie adorata, Elena Mattoni vedova Belani, sposata in tarda età. Non perse mai occasione per dimostrare la propria diffidenza nei confronti della nuova classe politica italiana: parlando con gli amici dei ministri commentava sempre ironico: «non ti curar di lor, ma guarda e passa», e in qualità di ex parlamentare frequentava spesso i corridoi di Montecitorio. Il giornalista Giovanni Faldella ricorda come si potesse incontrare «l'ex deputato Pietro Ripari detto Barba Gialla, che si aggira per Monte Citorio come uno spirito d'altri tempi, dei tempi eroici, venuto a godere lo spettacolo dell'opera loro, a controllarli, a vedere che cosa sanno fare di buono questi benedetti figliuoli». Pur non essendo ricco, trovò sempre il modo di risparmiare qualche lira sulla misera pensione dei Mille per sovvenzionare qualche vecchio ex combattente più sfortunato di lui, come del resto già faceva a Roma nel 1849 quando mangiava il rancio della truppa per risparmiare sulla paga di capo medico e dividere il soldo con i volontari cremonesi. Fu molto colpito dalla morte di Garibaldi: pianse a lungo, presagendo anche la sua fine e quella di un'epoca. «La spada arrugginita che non può più combattere – ripeteva agli amici – è destinata a spezzarsi. E poi tutto ciò che vedo mi tedia e mi irrita e non potendo più lottare preferisco dormire». Morì verso la mezzanotte del 15 marzo 1885, dopo un mese di malattia; il 17 ebbero luogo i funerali in forma civile, con partecipazione di ex volontari e di personalità politiche e militari. Il 18 marzo, secondo le volontà espresse in un biglietto indirizzato ad Adriano Lemmi, la salma di Pietro Ripari, vestita della camicia rossa, fu cremata e le ceneri vennero tumulate al cimitero del Verano, dove ancora si trovano. Venne commemorato il 20 settembre 1903 a Cremona e il 29 settembre 1912 a Solarolo Rainerio. Il 7 maggio 2011, nel quadro delle celebrazioni nazionali per il 150º anniversario dell'Unità d'Italia, il Comune di Solarolo Rainerio ha organizzato una giornata commemorativa all'illustre concittadino, presentando una biografia del medico garibaldino pubblicata a cura dell'Amministrazione Comunale .

## Scritti
- Nuova Teoria Medica – Discorso sull'infiammazione, pubblicato a spese dell'Autore, senza indicazione di luogo, 1842
- Articoli apparsi su L'Italia del Popolo, Milano, maggio-agosto 1848
- Tradimenti e Colpe, Lugano, 1848
- Lettere al Cardinale Antonelli, Milano, Tipografia Fratelli Borroni, 1860
- Articoli apparsi sul Corriere Cremonese, Cremona, maggio-ottobre 1860
- Storia medica della grave ferita toccata in Aspromonte dal Generale Garibaldi, Milano Tipografia Gaetano Bozza, 1863
- Una Pagina di Storia, Libero Pensiero, Firenze, 1870

Manoscritti e lettere di Pietro Ripari, oltre che in Archivi privati, si trovano anche in:
- Archivio Storico della Domus Mazziniana, Pisa.
- Biblioteca Labronica, Livorno (tra i documenti di F.D. Guerrazzi).
- Fondazione Spadolini – Nuova Antologia, Firenze (tra le Carte Zannetti).